# Jani Jeliazkov
Jani Nikolaïev Jeliazkov (en bulgare : Жани Николаев Желязков, né le 15 septembre 1992 à Sofia) est un joueur bulgare de volley-ball. Il mesure 2,08 m et joue attaquant. Il totalise 16 sélections en équipe de Bulgarie.

## Biographie
Il est le fils de Nikolaï Jeliazkov, ancien joueur international bulgare de volley-ball.

## Clubs
| Club                      | De        | À         |
| ------------------------- | --------- | --------- |
| Levski Sofia              | 2010-2011 | 2012-2013 |
| Porto Robur Costa Ravenne | 2013-2014 | ...       |

## Palmarès
Néant.